# 2575 Бугарска
2575 Бугарска (лат. 2575 Bulgaria) је астероид главног астероидног појаса са средњом удаљеношћу од Сунца која износи 2,240 астрономских јединица (АЈ).
Апсолутна магнитуда астероида је 12,6.